# Bednjica
Bednjica – wieś w Chorwacji, w żupanii varażdińskiej, w mieście Lepoglava. W 2011 roku liczyła 209 mieszkańców.